# Dynamind
Dynamind est un groupe polonais de rapcore, originaire de Cracovie.

## Histoire
Le groupe est formé en 1992 se forme à Cracovie par Maciej Kowalski et Piotr Jakubowicz,. À l'époque, un groupe de cinq étudiants répète à la Maison municipale de la culture de Wola. Au départ, le chanteur du groupe est « Gey », qui est remplacé par Rafał « Hau » Mirocha. L'intention des fondateurs était que le groupe présente dès le début un style musical différent des tendances populaires de l'époque. Conformément à l'attitude des principaux créateurs du groupe (« Maciek K. » et « Blackie »), Dynamind ne se limite pas à un seul style musical et s'oriente vers l'expérimentation. Sur ses deux premiers albums, le groupe représentait de manière cohérente la tendance rapcore (style hardcore avec des éléments hip-hop), qui était novatrice en Pologne à l'époque. La couche lyrique créée par Rafał Mirocha en anglais, présentée vocalement dans le style de l'argot américain, donnait l'impression que Dynamind était originaire de New York. Sur le troisième album, les morceaux s'éloignent délibérément de la musique des deux premiers albums, renverse les accents et s'étend à la création artificielle de musique sous forme électronique, le sampling. Les musiciens eux-mêmes décrivent la musique de cet album comme non conventionnelle.
Le premier album du groupe, How to Get Your Band Noticed, sort fin 1994 sur le label discographique Metal Mind Productions,, basé à Katowice. Le style musical de l'album rappelle le courant hardcore de New York accompagné de rap. En août 1994, Dynamind se produit sur la grande scène du Jarocin Festival, et reçoit un prix,,. Plusieurs enregistrements de ce concert sont publiés à l'automne de la même année sur des cassettes de la série Jarocin '94. En 1995, le groupe fait une tournée des clubs dans toute la Pologne avec les groupes Flapjack et Illusion. En outre, le 23 avril 1995, le groupe se présente au festival Metalmania '95 à Zabrze. En mai et juin 1995, Dynamind tourne avec Acid Drinkers dans 18 salles lors d'une tournée appelée Nuclear Mosher Tour,.
Le 25 septembre 1995, le deuxième album du groupe, We Can't Skate (réédité par Metal Mind), est présenté pour la première fois, tandis qu'un single intitulé Buc sort deux semaines plus tôt. Selon les déclarations des membres du groupe, le style musical de cet album diffère quelque peu de celui du premier album, bien qu'il y ait toujours une bonne dose de punk hardcore avec une ambiance hip-hop dans leur style musical. Cependant, les membres du groupe admettent que leur champ d'action s'était élargi. D'autre part, ils reconnaissent que les chansons de cet album étaient plus rapides et comportaient des harmonies plus étendues. Les musiciens déclarent néanmoins que leur objectif était que chaque album du groupe diffère stylistiquement de son prédécesseur. Le groupe fait la promotion de l'album lors d'une tournée à l'automne 1995, dont trois concerts en Pologne à la mi-octobre, aux côtés des groupes Paradise Lost et Flapjack,. Début 1996, Dynamind tourne avec les groupes Illusion et Flapjack.
Au cours de son existence, la formation collabore avec le rappeur cracovien Bolc, qui a écrit les paroles et interprété l'intégralité des parties vocales sur deux titres de Dynamind sur les deuxième et troisième albums (Buc, We Want to Be). En plus de lui, le troisième album accueille le rappeur Grzegorz « Guzik » Guziński du groupe Flapjack, dont les sorties accueillent également Rafał « Hau » Mirocha.
La musique du groupe est également diffusée à la télévision polonaise ; des concerts sont diffusés le 2 octobre 1995 sur TVP 1 dans le cadre du programme Chad Komando Tour, et le 1er mars 1996 sur TVP Polonia.
Après la réactivation du groupe, un EP intitulé Fake Promises est publié en 2019. En 2023, un single intitulé Dynamind est présenté pour la première fois, avec les rappeurs invités Łaciak, Bronek44 et Svist.

## Discographie

### Albums studio
- 1994 : How To Get Your Band Noticed
- 1995 : We Can’t Skate
- 1997 : Mix Your Style

### Singles
- 1995 : Buc
- 1997 : III
- 2023 : Dynamind

### EP
- 2019 : Fake Promises

### Bandes-son
- Poniedziałek pour le film pod tym tytułem (1998)[17]